# Angelo Albanesi
Angelo Albanesi (kb. 1765–1784) 18. század végi olasz metsző. Róma és környéke építészeti romjait ábrázoló metszeteiről, valamint Angelika Kauffmann nyomán készült, nimfákról szóló, 1784-ben Londonban kiadott metszetsorozatáról ismert. Portrékat is metszett.